# Antoni Adamski
Antoni Adamski (1932.) je bivši poljski hokejaš na travi.
Na hokejaškom turniru na Olimpijskim igrama 1952. u Helsinkiju je igrao za Poljsku, koja je ispala u osmini završnice. 

## Vanjske poveznice
- Profil na Sports Reference.com  Arhivirana inačica izvorne stranice od 16. prosinca 2012. (Wayback Machine)